# Білаль Бутобба
Білаль Бутобба (фр. Bilal Boutobba, нар. 29 серпня 1998, Марсель) — французький футболіст алжирського походження, що грає на позиції вінгера у складі клубу «Ніор».

## Клубна кар'єра
Білаль Бутобба народився у Марселі, та є вихованцем футбольної школи місцевого клубу «Марсель». В основній команді клубу футболіст грав з 2014 року, дебютував у Лізі 1 14 грудня 2014 року в матчі з «Монако», замінивши Маріо Леміну за 6 хвилин до закінчення основного часу гри. Бутобба вийшов на поле у віці 16 років 3 місяці і 15 днів, ставши таким чином наймолодшим гравцем «Марселя» за всю його історію, які грали в його складі в офіційних матчах, покращивши показник Жеремі Порсана-Клеманте, який у цьому ж сезоні раніше вийшов на поле у віці 16 років і 8 місяців. Проте в основному складі марсельської команди молодий футболіст грав рідко, переважно виходив на поле у складі молодіжної команди «Марселя», і 18 червня 2016 року перейшов до складу іспанського клубу «Севілья» як вільний агент. Проте в іспанському клубі молодий футболіст грав виключно за молодіжну команду клубу «Севілья Атлетіко», і 31 серпня 2018 року Бутобба розірвав контракт із «Севільєю», і вже 21 вересня цього ж року футболіст підписав контракт із французьким клубом «Монпельє», утім відразу відправлений до резервного складу клубу. В основній команді Білаль Бутобба дебютував 24 лютого 2019 року в матчі проти «Реймса», вишовши на заміну замість Ніколя Козза. З 2020 року Бутобба грає в клубі Ліги 2 «Ніор».

## Виступи за збірні
Білаль Бутобба з 2014 року грав у складі юнацької збірної Франції різних вікових груп. У складі юнацької збірної він у 2015 році став чемпіоном Європи серед юнацьких команд у віці до 17 років. у цьому ж році у складі юнацької збірної Франції він брав участь у Кубку світу серед 17-річних футболістів у Чилі, на якому французька юнацька збірна досягла лише 1/8 фіналу. 

## Титули і досягнення
- Чемпіон Європи (U-17): 2015